# 银润投资
厦门银润投资股份有限公司 （深交所：000526）是中国深圳证券交易所的一家上市公司，主营业务范围为综合类。
2011年，该公司主营业务收入为8980462.22元，公司净利润为4451285.93元，公司总资产为198185636.76元。